# Ochthebius hebaueri
Ochthebius hebaueri är en skalbaggsart som beskrevs av Manfred A. Jäch 1983. Ochthebius hebaueri ingår i släktet Ochthebius och familjen vattenbrynsbaggar. Inga underarter finns listade i Catalogue of Life.